# Milicianas en la guerra civil española
Las milicianas fueron mujeres que lucharon en la guerra civil española. Provenían de una cultura de luchadoras ejemplares, y donde las mujeres habían adquirido poder recientemente a través de la participación política directa en organizaciones políticas y sindicatos. En la dictadura de Primo de Rivera, las mujeres salieron a la calle para protestar y amotinarse, aunque sus acciones fueron devaluadas por los responsables políticos masculinos. La creación de la Segunda República española creó un entorno que alentó a la participación política activa en la sociedad española más amplia y, en última instancia, sirvió para ayudar a muchas mujeres a decidirse a ir al frente, a medida que el Gobierno amplió los derechos de las mujeres, entre ellos el derecho a voto, a divorciarse, a ir a la escuela y a presentarse a las elecciones.
La huelga de los mineros asturianos de 1934, en el tercer año de la República, dio ocasión a que las mujeres fueran a defender los derechos de los mineros en huelga. Esto generó la idea en la derecha de que las mujeres pudieran tomar las armas y prescindieran del liderazgo masculino. Dos años después, la guerra civil española comenzó en Melilla y pronto se extendió por todo el territorio nacional. Las mujeres se levantaron para defender la República, desempeñando un papel fundamental haciendo que la guerra se alargase. Al comienzo de la Guerra Civil, las mujeres se movilizaron en milicias afiliadas a sindicatos y a organizaciones políticas, con más de 1000 mujeres que se unieron en los primeros meses para alistarse en el frente republicano. A diferencia de los hombres, las mujeres buscaron con denuedo esta opción. Las comunistas y las anarquistas constituirían la mayor parte de las mujeres en el frente. Algunas mujeres también vinieron del extranjero para luchar en las Brigadas Internacionales.
En el frente, las mujeres militaron junto a los hombres en batallones en su mayoría mixtos, y fueron destinadas por toda España. A pesar de sus ganas de combatir, los hombres que estaban al mando las destinaron a puestos de apoyo. Hubo muertas y heridas en el frente. La primera mujer republicana española en morir en el campo de batalla fue Lina Ódena el 13 de septiembre de 1936. Estuvieron en el frente desde julio de 1936 hasta marzo de 1937, cuando fueron desmovilizadas oficialmente. Esta decisión fue tomada por hombres, políticos y militares, que se sentían amenazados por su presencia. La decisión fue rechazada por las propias mujeres.
Las valiosas contribuciones de las combatientes republicanas han sido poco divulgadas, y las propias historias de las mujeres han sido frecuentemente ignoradas como resultado del sexismo, de las mujeres que temían la tortura y la muerte, y por la falta de fuentes primarias.

## Preludio a la Segunda República (1800 - 1922)

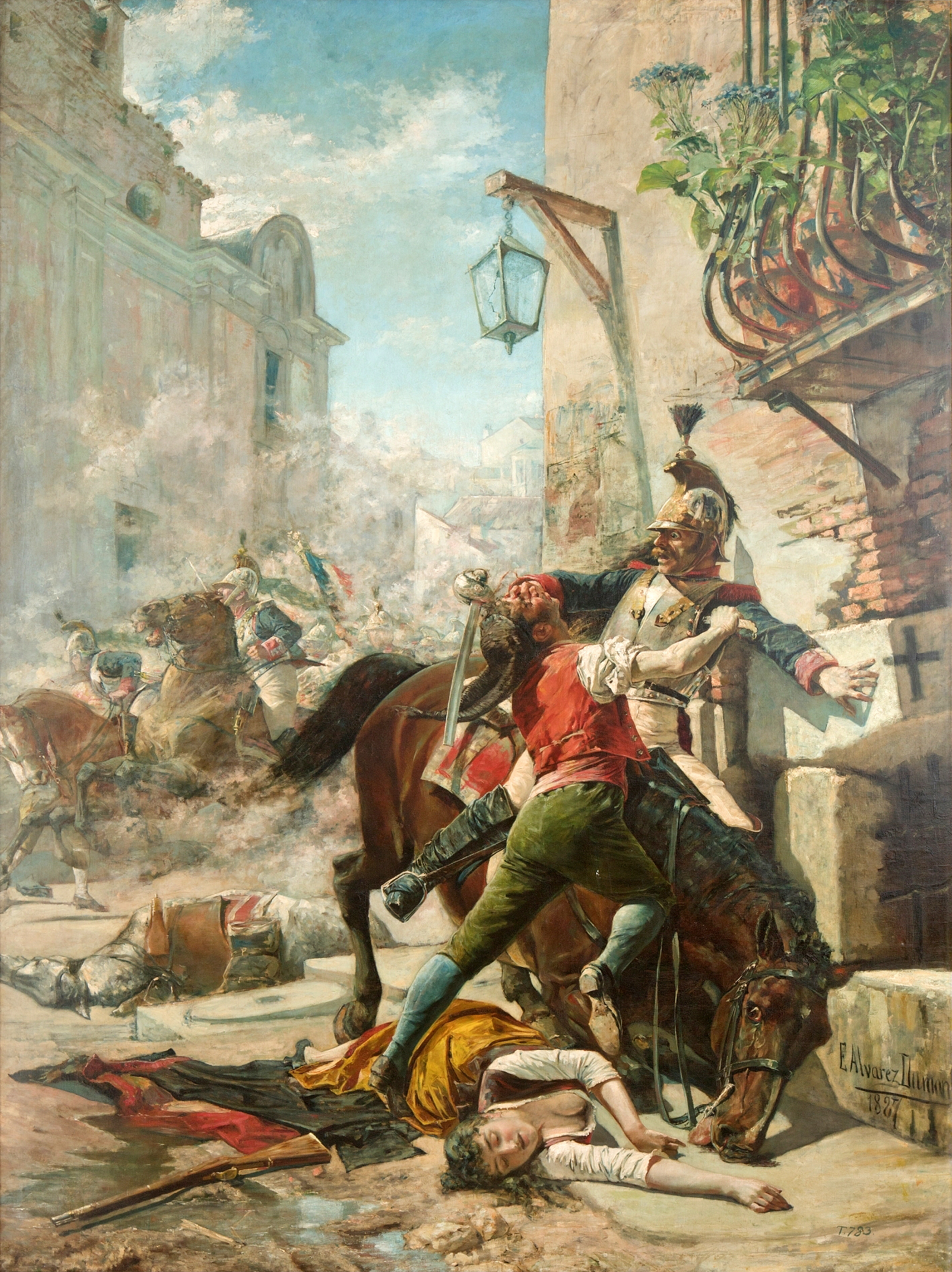
Malasaña y su hija se baten contra los franceses en una de las calles que bajan del parque a la de San Bernardo. Dos de mayo de 1808 por Eugenio Álvarez Dumont. El cuadro muestra el momento en el que el guerrillero Juan Malasaña mata al dragón francés que acaba de asesinar a su hija, la bordadora Manuela Malasaña, que llevaba cartuchos a su padre para la lucha contra las tropas francesas durante al asalto la parque de Artillería de Monteleón

Si bien las mujeres habían participado esporádicamente en batallas en España, ninguna gran fuerza organizada de milicianas se había movilizado en el preludio de la Segunda República. Entre las mujeres notables que habían participado en el pasado se contaban la luchadora de la resistencia ante Napoleón, Agustina de Aragón, Manuela Malasaña y Clara del Rey durante la Guerra de la Independencia. Durante esta guerra, un escritor de la Gaceta de Madrid se preguntaba por qué las mujeres combatientes de la ciudad superaban a los hombres en valor. A pesar de su condición de ejemplos nacionales, estas mujeres fueron la excepción a la regla de las actuaciones de las mujeres en la guerra en este período.
Aun así, este período comenzó a preparar el escenario para la participación posterior de las mujeres. Las mujeres continuaron bloqueadas políticamente y crearon organizaciones auxiliares a las dominadas por los hombres para abrazar políticamente ideologías como el socialismo y el anarquismo. Dependiendo del nivel de aceptación de estos grupos y sindicatos, las mujeres moderaron sus voces en consecuencia. Como resultado, cuando llegó la Guerra Civil, las anarquistas se dirigieron al frente en mayor número que las socialistas, ya que su compromiso político había sido mayor y más directo.

## Dictadura de Primo de Rivera (1923-1930)
Cuando hubo actividad política de las mujeres durante la dictadura de Primo de Rivera, a menudo fue espontánea. A pesar de una presencia cada vez mayor en la calle, los responsables políticos de izquierdas a menudo ignoraron a las mujeres que pretendían apoyar su causa. A pesar de esto, las mujeres participaron cada vez más en disturbios y protestas, lo que representó una mayor conciencia política por la necesidad de ser más activas en las esferas sociales y políticas para conseguir cambios que mejoraran sus vidas. Sin embargo, su participación política aún no implicaba tomar las armas contra o en apoyo del gobierno.
La abdicación del rey de España en 1930 significaría el fin de la dictadura de Miguel Primo de Rivera y marcaría el comienzo de la Segunda República.

## Segunda República Española (1931-1937)
Los derechos que las mujeres lograron en virtud de la constitución de la Segunda República jugaron un papel importante en el fomento de la participación activa en una sociedad española más amplia y, en última instancia, sirvieron para que muchas mujeres decidieran dirigirse al frente. Los derechos incluidos en la constitución incluían el sufragio universal, la capacidad de presentarse para un cargo, el empleo en oficinas gubernamentales sin tener en cuenta el género durante el proceso de contratación, el acceso a la educación unificada en todos los niveles y el divorcio. En las primeras elecciones en la Segunda República hubo tres mujeres electas, antes de que las mujeres hubieran logrado el derecho al voto.
La Segunda República también impulsó la creación de numerosas organizaciones políticas de mujeres en todo el espectro político español. La Asociación de Mujeres contra la Guerra y el Fascismo se creó en 1933, con el apoyo del Partido Comunista de España (PCE) y fue Dolores Ibárruri su principal impulsora. Pronto atrajo a mujeres de todo el espectro político.
Las tensiones existentes dentro del movimiento anarquista, como resultado de la exclusión deliberada o el desánimo por parte de los responsables masculinos, finalmente llevaron a la creación de Mujeres Libres por Lucía Sánchez Saornil, Mercedes Comaposada y Amparo Poch y Gascón en mayo de 1936, poco antes del inicio de la Guerra Civil. Inicialmente con sede en Madrid y Barcelona, la organización tenía el propósito de buscar la emancipación de la mujer. Sus objetivos también incluían "combatir la triple esclavitud a la que han sido sometidas (las mujeres): la esclavitud a la ignorancia, la esclavitud como mujeres y la esclavitud como trabajadoras". La actividad anarquista durante la Segunda República, incluidas las clases de ideología, serían las raíces de las que brotaron muchas milicianas.

### Revolución de Asturias de 1934

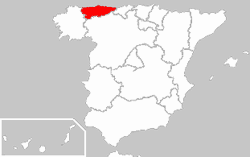
Ubicación de Asturias.

Las mujeres desempeñaron papeles secundarios en uno de los primeros conflictos importantes de la Segunda República, cuando las milicias de trabajadores tomaron el control de las minas de Asturias. Originalmente planificada como una huelga nacional, la acción colectiva de los trabajadores solo tuvo lugar en Asturias. Algunas mujeres se ocupaban de la propaganda, otras en ayudar a los mineros y algunas en enfrentamientos de combate activos. Después de que el gobierno sofocara la insurrección al traer legionarios marroquíes, se encarcelaron unas 30 000 personas y otras 1000 fueron asesinadas. Un gran número de los encarcelados eran mujeres.
Durante los combates en Oviedo, las mujeres estuvieron en el campo de batalla desempeñando distintas tareas. Al menos una atendió a los heridos mientras los bombardeos continuaban a su alrededor. Otras tomaron las armas. Aún más pasaron de posición en posición durante el bombardeo, proporcionando a los combatientes comida y discursos motivadores. Aída Lafuente fue una de las mujeres españolas que participó en una acción laboral militante en octubre de 1934 en Asturias.
Hubo algunos casos de violencia iniciada por mujeres en el conflicto asturiano. Esto alimentó la idea en la derecha de que las mujeres tratarían violentamente, de tomar el poder, a los hombres. Tanto las izquierdas como las derechas consideraban heroicas a estas mujeres, y los hombres querían limitar su potencial en cuanto a una mayor acción política. Las mujeres también participaron en la construcción de barricadas, arreglos de ropa y protestas callejeras. Para muchas mujeres ésta fue la primera vez que se comprometieron cívicamente sin un acompañante masculino, ya que en muchos casos estas mujeres trabajaban en nombre de parientes varones encarcelados. Hubo también mujeres asesinadas en este conflicto. Aída Lafuente estuvo en el frente y murió durante el conflicto asturiano. Las acciones de las mujeres vinculadas a la Asociación de Mujeres contra la Guerra y el Fascismo en los sucesos llevaron a que la organización fuera declarada ilegal más tarde en el año. Para evitarlo, las mujeres se reorganizaron como Organización Pro Infancia Obrera.
Se ha llegado a plantear si la huelga de los mineros asturianos representó el verdadero comienzo de la guerra civil española. Las imágenes del conflicto se utilizaron posteriormente por ambas partes como propaganda para promover sus propios intereses, particularmente dentro del PSOE, que consideraba la situación como una llamada a la unidad política de izquierdas si querían tener esperanzas de contrarrestar el aumento del fascismo en España. El PSOE, en consecuencia, utilizó muchas imágenes de género para vender sus ideas a la gente. La propaganda que se utilizó en los sucesos de octubre de 1934 presentaba a mujeres tradicionales que no estaban en conflicto con sus ocupaciones femeninas. Así lo hicieron dirigentes hombres de izquierdas con la intención de contrarrestar la imagen de la mujer con responsabilidades políticas de peso, que desconcertaron a muchos de derechas. La propaganda de la derecha en ese momento presentaba a las mujeres como asesinas malvadas, que desafiaban las normas de género para eliminar la idea de la maternidad española.

### Comienzo de la guerra civil

Ubicación de Melilla, desde donde las fuerzas nacionales comenzaron su campaña en 1936.

El 17 de julio de 1936, la Unión Militar Española lanzó un golpe de Estado en el norte de África y España. Creían que tendrían una victoria fácil. No pudieron predecir el apego del pueblo a la Segunda República. Con la República manteniendo en gran medida el control sobre su Armada, Franco y otros en el ejército convencieron a Adolf Hitler de que proporcionara transporte para las tropas españolas desde el norte de África hasta la península ibérica. Estas acciones condujeron a una España dividida y a la larga Guerra Civil. No terminaría oficialmente hasta el 1 de abril de 1939.
La coalición inicial de Franco contó con monárquicos, republicanos conservadores, miembros de Falange Española, carlistas tradicionalistas, el clero católico y el ejército español. Contaban con el apoyo de la Italia fascista y la Alemania nazi. El bando republicano contaba con los socialistas, los comunistas y otros elementos de izquierdas.
La revuelta militar se anunció por radio en todo el país, y la gente salió a la calle de inmediato mientras intentaban determinar el alcance de la situación y si se trataba de un conflicto militar o político. Dolores Ibárruri pronto acuñaría la frase "¡No pasarán!" unos días después, el 18 de julio de 1936 en Madrid, mientras hablaba en la radio desde la estación de radio del Ministerio de la Gobernación, diciendo: "Es mejor morir de pie que vivir de rodillas. ¡No pasarán!."
Al comienzo de la Guerra Civil había dos organizaciones anarquistas principales: la Confederación Nacional del Trabajo (CNT) y la Federación Anarquista Ibérica (FAI). Como representantes de la clase trabajadora, se propusieron evitar que los nacionales tomaran el control y al mismo tiempo sirvieron como influencias reformadoras dentro de España.
Gran Bretaña, Francia, Alemania, Italia y la Unión Soviética firmaron el Tratado de No Intervención en agosto de 1936, prometiendo no proporcionar apoyo material para la guerra a ninguna de las partes, incluso cuando Alemania e Italia ya lo estaban haciendo y continuaron brindando apoyo al bando Nacional.

## Guerra civil española (1936-1939)

### Antecedentes
Debido a los cambios en la sociedad, las mujeres que querían participar en la guerra contra las fuerzas rebeldes tenían dos opciones: podían luchar en el frente o podían hacer tareas auxiliares lejos del frente. Sus opciones no eran limitadas como las de muchas mujeres en los campos de batalla de la Primera Guerra Mundial, donde el único papel que podían hacer era el de apoyar a los hombres en el frente.
La Asociación de Mujeres contra la Guerra y el Fascismo sufrió un cambio de nombre en 1936, poco después del comienzo de la Guerra Civil. Su nuevo nombre fue Agrupación de Mujeres Antifascistas. A partir de ahí, el grupo desempeñaría un papel destacado en el envío y apoyo de mujeres en el frente de batalla en la guerra. Al mismo tiempo que la nueva Agrupación de Mujeres Antifascistas se estaba preparando para la guerra, muchas organizaciones de mujeres tanto de derechas como de izquierdas estaban desapareciendo.

### Movilización
La guerra civil española comenzó el 17 de julio de 1936 con un golpe de Estado. La revuelta militar que inició la Guerra Civil no tuvo éxito en parte debido a las mujeres que participaron en levantamientos espontáneos.

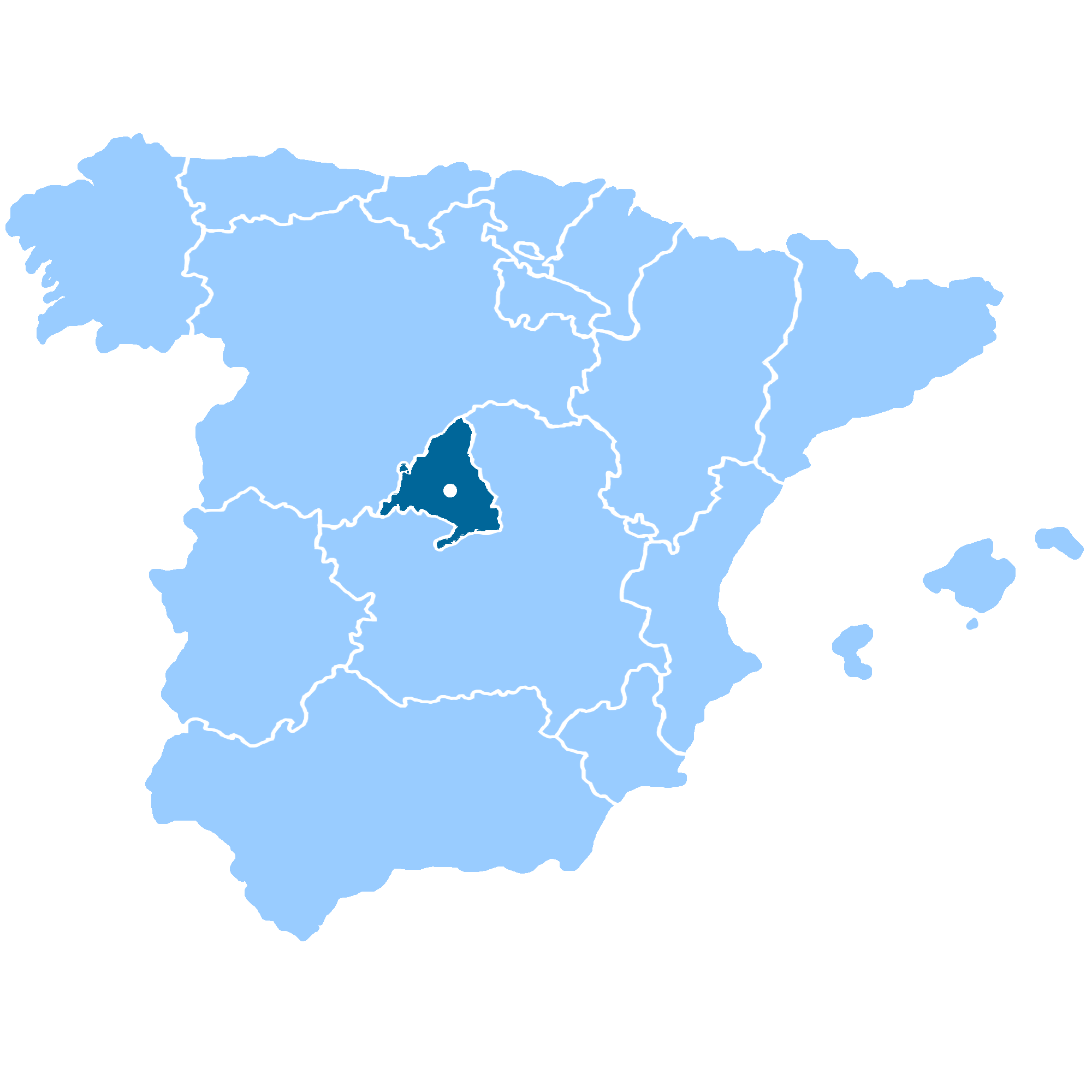
Ubicación de Madrid, capital de España, donde muchas mujeres fueron movilizadas para defender la retaguardia.

Una de las movilizaciones masivas de mujeres más importantes en la historia de España fue su participación en el frente antinacional. Poco después del comienzo de la Guerra Civil, alrededor de 1000 españolas se ofrecieron como voluntarias para ir al frente republicano. Una de las ciudades con mayor número de mujeres armadas en su defensa fue Madrid. Esta rápida movilización de mujeres fue una de las razones por la que los nacionales no obtuvieron una victoria rápida, y la guerra se convirtió en un asunto más prolongado.
La mayoría de las milicias que se crearon durante el estallido inmediato de la Guerra Civil provenían de grupos de la sociedad civil como los sindicatos y los partidos políticos. La CNT, la UGT y otros sindicatos intervinieron para proporcionar apoyo logístico a muchas de estas milicias. El número de mujeres movilizadas nunca fue alto. La mayoría se unió para apoyar aún más las ideologías políticas que apoyaban. La mayoría provenía de organizaciones militantes libertarias como la CNT, la FAI y la FIJL. Estas milicias a menudo carecían de la estructura militar típica para representar mejor sus ideologías y movilizar mejor a las poblaciones locales.
Las mujeres no fueron reclutadas de una manera enérgica para servir en las milicias. Más bien, buscaron con denuedo dónde alistarse. A diferencia de los hombres, las mujeres tenían la opción de luchar y tomaron esa decisión. Sus esfuerzos fueron a menudo difíciles, ya que muchas milicias las rechazaron por ser mujeres, y constantemente se les pidió que demostraran su valía en el frente.
Otras mujeres, como Dolores Ibárruri, las animaron a ir al frente. En los últimos días del control republicano de Madrid, Ibárruri imploró a hombres y mujeres que tomaran las armas contra las fuerzas nacionales de la ciudad. El número de mujeres movilizadas y armadas en la retaguardia en apoyo de las ciudades sobrepasaba a las que estaban en el frente. A lo sumo, probablemente 1000 mujeres lucharon en el frente, mientras que varios miles se quedaron defendiendo Madrid. Entre estas últimas estaba el único batallón de mujeres que la defendió.
Las columnas comunistas y anarquistas atrajeron a la mayoría de las mujeres entre todos los grupos políticos en el frente republicano. El POUM atrajo a milicianas, pero en menor número. El Partido Socialista Obrero Español (PSOE) fue uno de los partidos importantes de izquierdas que rechazó de inmediato la idea de que las mujeres participaran en el combate. La idea era demasiado radical para ellos, y creían que las mujeres deberían actuar como héroes en el hogar, brindando apoyo a las poblaciones civiles muy por detrás del frente. Las miembros del PSOE que llegaron a combatir lo hicieron uniéndose a grupos juveniles comunistas y socialistas.
Las mujeres también vinieron del extranjero para luchar en las Brigadas Internacionales, con un número total documentado de entre 400 y 700 mujeres. Muchas viajaron primero a París, antes de llegar en barco o en tren para luchar. Venían de países como Estados Unidos, Polonia, Francia, Unión Soviética, Suiza, Inglaterra, Noruega y Alemania. Un acuerdo de 1937 diseñado para detener la intervención extranjera puso fin al final al reclutamiento de las Brigadas Internacionales tanto de hombres como de mujeres. Si bien las facciones nacionales del Partido Comunista apoyaron la llegada de extranjeros a España para luchar en la Guerra Civil dentro de las Brigadas Internacionales, a menudo se opusieron a que vinieran sus afiliadas. Cuando a veces aceptaban enviar mujeres que se habían decidido a venir a España, a menudo éstas desempeñaban funciones de apoyo como reporteras o propagandistas. El aparato del partido en España trabajó enérgicamente para mantener a las mujeres alejadas del frente.
La primera mujer republicana española en morir en el campo de batalla fue la miliciana afiliada a la JSU, nacida en Almería, Lina Ódena, el 13 de septiembre de 1936. Con las fuerzas nacionales desbordando su posición, decidió suicidarse en lugar de rendirse en una batalla en Guadix. Su muerte sería ampliamente utilizada por los propagandistas republicanos y falangistas. Con las fuerzas nacionales amenazándola con ser violada por los legionarios moros si no se rendía, los republicanos pudieron presentarla como una inocente que eligió la muerte en lugar de ser degradada y perder su honor. La propaganda falangista dijo que nunca hubo una amenaza de violación. Esto hizo que la muerte de Ódena no tuviera sentido. Más allá de eso, la propaganda falangista afirmaba que Ódena había sido culpable de asesinar a un sacerdote católico unas semanas antes y que su suicidio era una forma de escapar del castigo.

### En el frente

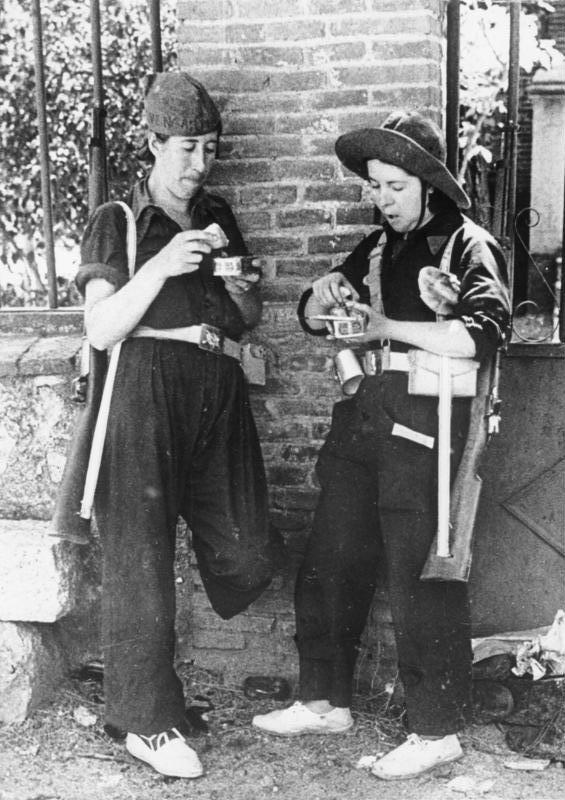
Milicianas con sus armas durante la guerra civil española.

En el frente, la norma era que las mujeres estuvieran destinadas en batallones mixtos. Se repartieron por toda España, dependiendo de las necesidades militares de refuerzos de tropas. Era más probable que la milicianas de retaguardia se organizasen en batallones solo para mujeres, y tenían más probabilidades de estar ubicadas en el mismo lugar como parte de las unidades defensivas. Como consecuencia, las tareas desempeñadas por cada grupo tendían a ser diferentes.
Las mujeres en el frente a menudo se enfrentaban a la carga doble de pelear y brindar apoyo auxiliar. Las decisiones de los dirigentes hombres en demandar esto reforzaba el sexismo en la República, al permitir que las mujeres se liberasen de las normas de género sirviendo en combate pero al mismo tiempo obligándolas a participar en tareas de género tradicional. A pesar de esto, fueron reconocidas por sus compañeros por su valentía.
La mayoría de las mujeres en el frente se enrolaron en milicias simpatizantes de algún grupo político. Un número muy pequeño formó parte del ejército republicano regular. Una de ellas fue Esperanza Rodríguez. En los primeros meses de la guerra, el Quinto Regimiento tuvo el mayor contingente de milicianas entre todas las milicias. A la mayoría de las mujeres que estaban en primera línea eran los comunistas, los anarquistas o el POUM los que les decían lo que tenían que hacer. En su mayoría les daban a las mujeres cometidos iguales en lo que respecta al combate, y proporcionaban el mismo apoyo militar. En comparación con los hombres, a menudo se esperaba que las mujeres del frente cuidaran a sus compañeros heridos. Esto las ponía a veces en peligro, ya que algunas milicianas fueron tiroteadas mientras atendían a sus camaradas heridos en la batalla. Una de las mujeres que tuvo que lidiar con esta situación fue Josefa Rionda. Los capitanes también podían destinar a las milicianas a hospitales, donde esperaban que trabajaran junto a las enfermeras. En algunos casos, los jefes de columna les dijeron a las milicianas que solo se les permitía permanecer en el frente apoyando a los hombres, trabajando como enfermeras o enseñando a leer a los milicianos analfabetos. Varias de estas mujeres abandonaron esas columnas, buscando otras unidades donde pudieran combatir. Entre las mujeres que estaban en las Brigadas Internacionales, la mayoría trabajaba como enfermeras, farmacéuticas o doctoras. Algunas mujeres judías, polacas y estadounidenses vinieron a España y combatieron. Los anarquistas las desanimaron enérgicamente, y los comunistas les prohibieron directamente hacerlo.
La experiencia en combate no difirió significativamente en función de la afiliación política del batallón al que estaban adscritas las milicianas. Las mujeres demostraron ser versátiles en el frente, capaces de servir de muchas maneras en diferentes tipos de batalla. Las mujeres en los batallones de retaguardia a menudo se reunían a diario para entrenarse con armas, marchar y hacer la instrucción. Muchas también recibieron instrucción especializada en el manejo de ametralladoras. El POUM fue la única organización que había aceptado mujeres y les había proporcionado instrucción con armas. La falta de entrenamiento con armas por parte de las mujeres en otras milicias se usaría más tarde como razón para tratar de eliminarlas del frente, incluso cuando en esas milicias tampoco habían hecho la instrucción con armas sus reclutas varones.
Las milicianas también vinieron de toda España, incluyendo Madrid, Mallorca, Cataluña y Asturias. Una miliciana fue capitán de la compañía de artillería del Segundo Batallón de Asturias.

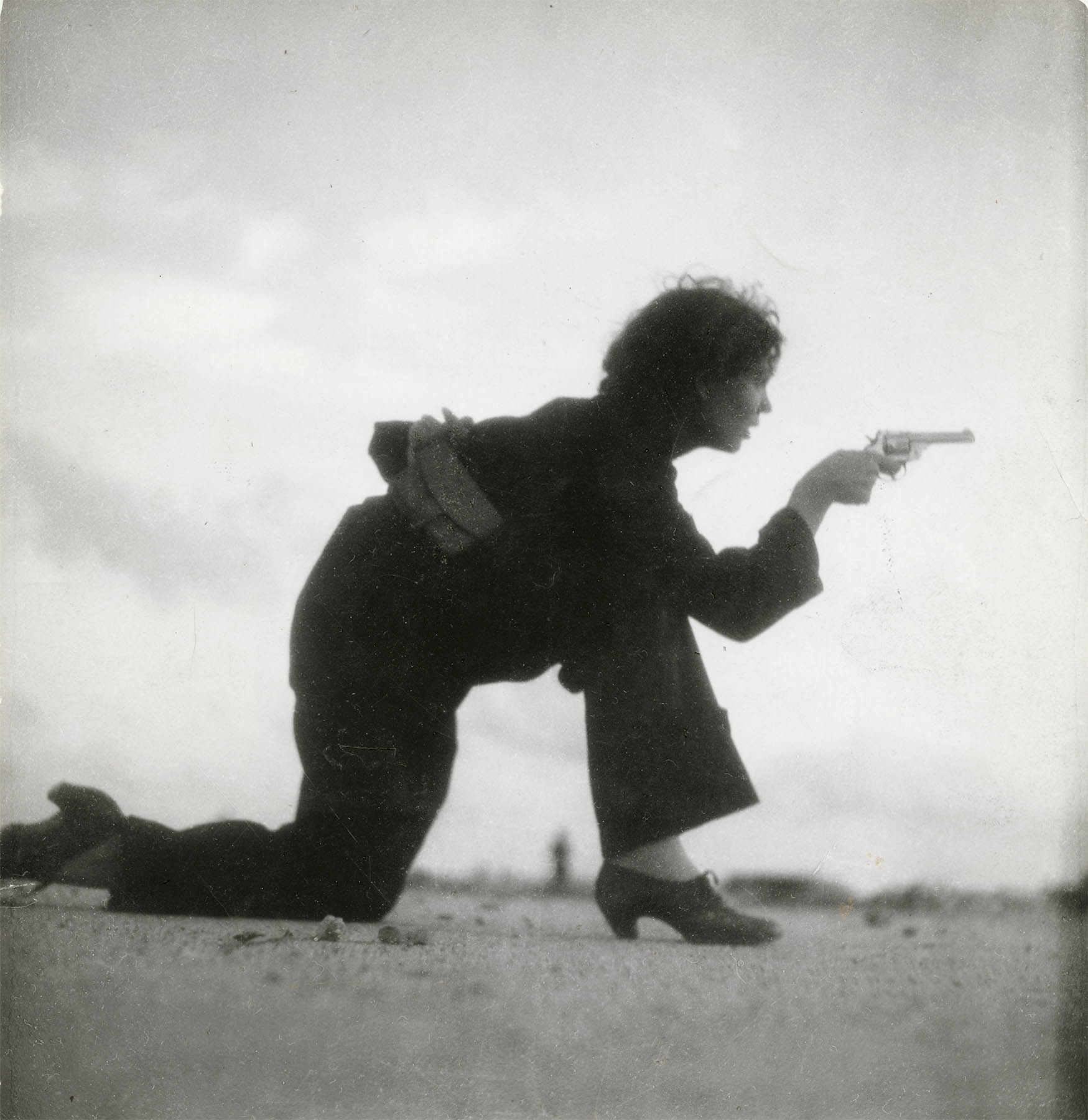
Soldada republicana en Barcelona (1936), foto de Gerda Taro.

Estas mujeres vinieron también de todo el espectro político de izquierdas. Una de las pocas milicianas identificada públicamente como socialista en este período fue María Elisa García, que estuvo en las Milicias Populares como miembro de la compañía Somoza del Batallón de Asturias.
Las mujeres fueron heridas en el frente. Julia Manzanal era una miliciana que se quedó embarazada de su novio en el frente. Buscó una comadrona, abortó por la mañana y volvió a luchar en el frente por la tarde. Como consecuencia del aborto, sangró durante más de un mes mientras estaba combatiendo. Mientras estaba en el frente, Rosario Sánchez Mora tuvo un accidente con un explosivo hecho con una jarra de leche condensada en el que perdió una mano. Casi se desangró por sus heridas, pero sobrevivió y luego fue capturada y enviada a prisión. Jacinta Pérez, del Batallón de Acero, fue herida de muerte mientras animaba a sus camaradas a ir a por el enemigo al que se enfrentaban.
Las mujeres en la Columna Pasionaria del Quinto Regimiento de las Milicias Populares a menudo intentaban cambiar de destino, en parte porque los jefes de la columna a menudo intentaban mantener a las mujeres fuera del combate y, en cambio, hacer que trabajaran en tareas de apoyo para la columna como cocinar y limpiar la ropa y los platos. Los capitanes de columna a menudo intentaban forzar a las mujeres asignadas a su columna a que se fueran.
Algunas milicianas se cortaban el pelo por si las hacían prisioneras. No querían que les afeitaran la cabeza y les dejaran mechones a los que luego pondrían cintas con la bandera nacional para después desfilar por una ciudad cerca de donde fueran capturadas. Los nacionales frecuentemente ejecutaban a los prisioneros de guerra que habían sido llevados a prisión, incluso a milicianas embarazadas capturadas en combate. La amenaza de violación hacia las milicianas fue utilizada regularmente por las fuerzas nacionales para desalentar su participación. Fue una amenaza muy real ya que sucedió normalmente tanto a las mujeres combatientes como a las no combatientes, y en algunos casos se utilizó a los regulares marroquíes para acentuar la degradación de las milicianas en sus batallones y en la población en general. También sirvió a las fuerzas nacionales para recordar a todas las mujeres que eran inferiores a los hombres, y que los hombres las conquistarían fácilmente. En consecuencia, cuando las mujeres morían en el frente, sus muertes a menudo fueron tratadas no como muertes con un propósito superior, sino como una pérdida personal del honor con resultado de muerte. Las milicianas capturadas en el frente y condenadas a muerte a menudo fueron violadas antes de ser ejecutadas. El trato de Franco a las combatientes republicanas atrapadas en el frente a veces conmocionó a sus aliados alemanes. Ordenaba alguna ejecución, y luego volvía a desayunar como si nada especial hubiera ocurrido.
En la última mitad de 1936, las milicianas no eran consideradas excepcionales por muchos de sus colegas varones; sirvieron como camaradas junto a los hombres en batallones separados o mixtos. Esto se debió en gran parte a que muchas de las milicianas estaban motivadas para luchar debido a sus propias creencias revolucionarias: creían que su participación podría cambiar el curso de la guerra y provocar una nueva revolución en el pensamiento en la sociedad. Algunas mujeres peleaban porque seguían a esposos, padres o hijos a la batalla. Sin embargo, este grupo representaba una minoría muy pequeña, ya que la mayoría luchaba por razones ideológicas.
Debido a que las mujeres eran vistas por algunos como participantes no naturales en el frente, a menudo se sospechaba que las mujeres espiaban o buscaban traicionar los ideales republicanos. Comenzaron a ser sospechosas en el campo de batalla. Esta idea pesaría más adelante para la eliminación de las mujeres del frente. También se sospechaba que las milicianas transmitían enfermedades de transmisión sexual a los hombres, ya que algunos combatientes masculinos morían por sífilis. Esto se percibió como una visión que desprestigiaba a las milicias y perjudicaba la preparación masculina para el combate. Los jefes militares y políticos también calumniaron a las milicianas, acusándolas de prostitutas y ninfómanas, lo que representó una mayor amenaza para las fuerzas leales que las fuerzas rebeldes que tenían enfrente, porque propagaban enfermedades venéreas. Clara Campoamor fue una de las voces que instaron a las mujeres a abandonar el frente, acusándolas de ser prostitutas. Cuando se supo esto hubo una gran indignación entre las milicianas, ya que les demostró que la izquierda no era mejor que la derecha cuando se trataba de proteger los derechos de las mujeres. Tales razones, junto con la falta de instrucción con las armas, se utilizaron para argumentar que las mujeres deberían ser retiradas del frente. Tras militarizarse las milicias populares, al menos 360 mujeres continuaron combatiendo como soldados en el ejército republicano. Además, algunas de ellas fueron ascendidas a oficiales o suboficiales: cuatro cabos, seis sargentos, cuatro alféreces, veintiséis tenientes, dos comandantes y cinco comisarías han sido ya documentadas.
Lina Ódena, Soledad Casilda Hernáez, Aída Lafuente, Rosario Sánchez Mora, Concha Lozano y Maruja Tomico fueron todas milicianas inmortalizadas por la República durante este período de participación activa de las mujeres en el frente.

#### Julio de 1936

##### Frente de Aragón
Los catalanes tenían su propia milicia en Aragón, con un pequeño contingente de milicianas de élite. El grupo Los Aguiluchos de Les Corts se desplazó de Barcelona a Caspe en el frente de Aragón, tras su participación en conflictos en Barcelona. Concha Pérez Collado se unió a la Columna Ortiz mientras estaba en Caspe, yendo con su nueva unidad a Azaila. Soledad Casilda Méndez sirvió en una milicia del País Vasco, donde inicialmente era la única mujer. Participante en los combates durante los últimos días en el frente de Aragón, fue una de las dos únicas mujeres que tomaron parte activa en combate con su milicia.

##### Frente de Barcelona
En el batallón de la Unión de Muchachas había dos mil mujeres de entre catorce y veinticinco años. Comenzaron a entrenarse en julio de 1936, cuando comenzó la Guerra Civil. Les dio su apoyo la Confederación Nacional de Educación Física, y provenían de un grupo de deportistas de izquierdas que habían protestado contra los Juegos Olímpicos de Berlín 1936, que había organizado Hitler. Ellos, a su vez, habían organizado una Olimpiada Popular en Barcelona ese año en protesta. El comienzo de la guerra condujo a la cancelación del evento, con una serie de participantes que se alistaron en apoyo de la República y participaron en la defensa de Barcelona en julio de 1936. Entre ellos estaba la inglesa Felicia Browne. Al alistarse, la oyeron decir: "Soy miembro del Partido Comunista de Londres y puedo luchar tan bien como cualquier hombre". La suiza Clara Thalmann fue otra mujer que se unió a la milicia republicana después de la cancelación de los Juegos, como voluntaria en la Columna Durruti.
Concha Pérez Collado formaba parte de Los Aguiluchos de Les Corts, un grupo de 100 soldados armados de su barrio de Barcelona, que se unieron poco después del estallido de la guerra. Solo siete miembros del grupo eran mujeres. Poco después del comienzo de la Guerra Civil, Pérez Collado formó parte de un grupo que atacó la Prisión Modelo con el objetivo de liberar a los prisioneros políticos encerrados en su interior. Más tarde formó parte de un grupo que se apoderó de un convento. También ayudó a levantar barricadas en su barrio de Barcelona. Junto con otros anarquistas, viajaba en la parte trasera de una camioneta cubierta por un colchón y con cuatro armas entre todos. Fueron al cuartel de Pedralbes, lucharon allí y lograron obtener un pequeño alijo de armas. Después de esto, su grupo se fue a Caspe, en el frente de Aragón.
Marina Ginestà era otra mujer que estuvo en el frente de Madrid en julio de 1937. Originaria de Francia y miembro de la Juventud Socialista Unificada, se unió a la guerra como reportera cuando solo tenía 17 años. Ginestà Coloma, junto a Mikhail Koltsov, trabajó como fotógrafa y traductora para el periódico soviético Pravda. Hay una famosa fotografía suya en el antiguo Hotel Colón que se tomó el 21 de julio de 1936. No combatiente, fue la única vez durante la guerra que empuñó un arma.
Lois Orr estuvo en la milicia femenina del Partido Obrero de Unificación Marxista (POUM) en Barcelona en la primera parte de la guerra.

##### Sitio al Cuartel de la Montaña

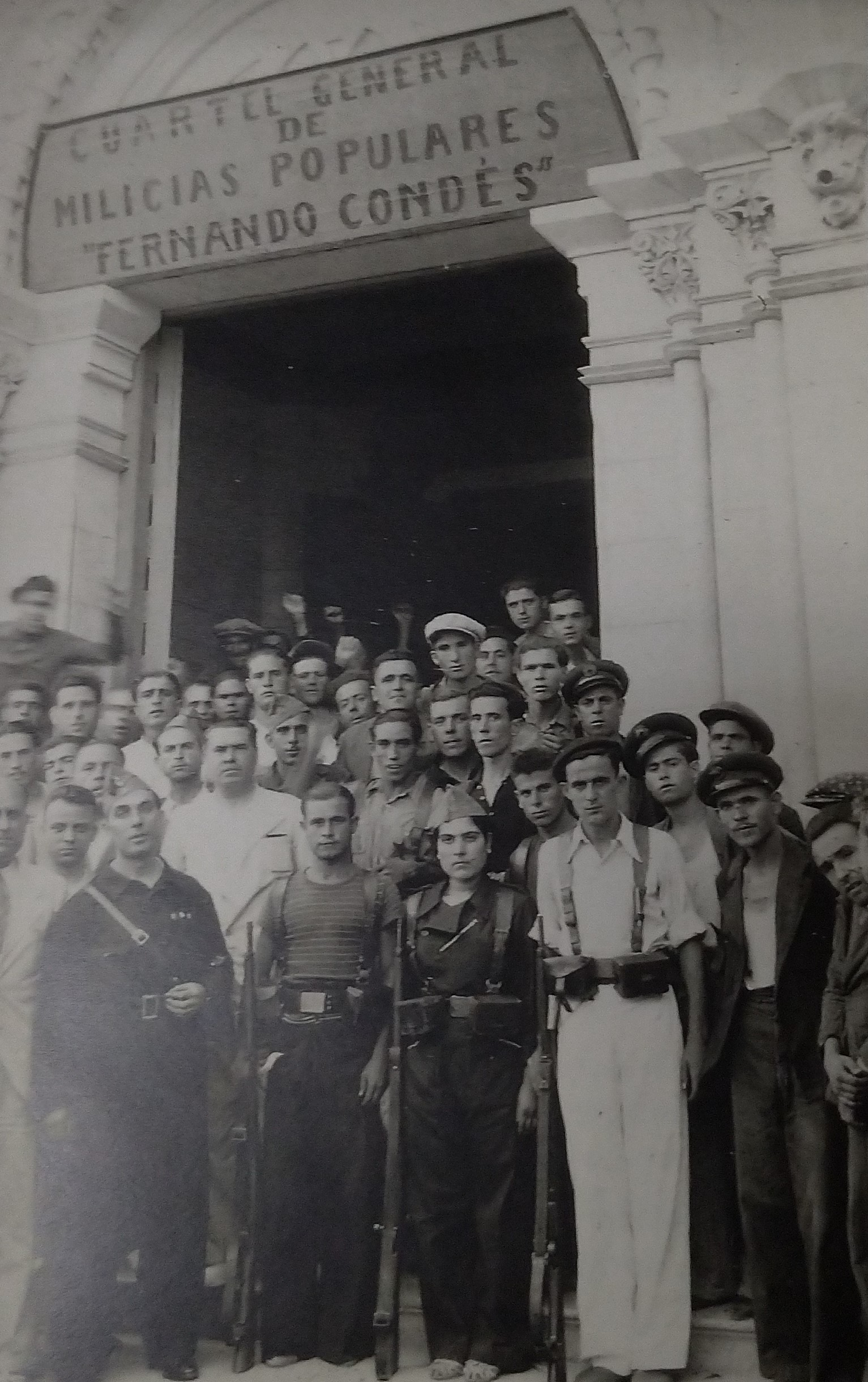
Voluntarios de las Milicias Populares en el Cuartel General "Fernando Condés" durante los primeros días de la guerra.

Los batallones de mujeres estaban detrás del frente como apoyo de retaguardia en defensa de sus ciudades. Barcelona tenía un batallón organizado así por el PSUC. En Mallorca estaba el Batallón Rosa Luxemburgo, y en Madrid estaba la Unión de Muchachas. En los primeros días de la guerra, Trinidad Revoltó Cervelló tomó parte en los combates de primera línea en el Cuartel General Militar y en el Cuartel de Las Atarazanas en Barcelona. Pepita Laguarda Batet también se encontraba entre las mujeres que tomaron parte en enfrentamientos en julio.
Las mujeres intervinieron en el sitio al Cuartel de Montaña. Angelina Martínez estaba entre ellas. Originaria de Madrid, perteneció a las Juventudes Socialistas Unificadas. Continuó luchando incluso después de que mataran a la mayoría de los hombres de su unidad. Sus acciones aparecieron más tarde ese mes en la revista Estampa.

##### Frente de Madrid
El POUM inicialmente ordenó que tanto hombres como mujeres en el frente también ayudaran cuando fuera necesario. Las mujeres estaban en las trincheras y hacían guardia. El capitán Fernando Saavedra del Batallón Sargento Vázquez dijo que las mujeres combatían como los hombres.
Fidela Fernández de Velasco Pérez había entrenado con armas antes del comienzo de la guerra, y estuvo en el frente externo de Madrid. Capturó un cañón de los nacionales antes de que la trasladaran al frente de Toledo. Su nueva unidad era la misma en la que estaba Rosario Sánchez Mora. Allí, Fernández de Velasco Pérez luchó en el frente y fue tras las líneas enemigas para sabotearlos junto con otras tropas de choque. Aprendió a construir bombas.
Rosario Sánchez Mora fue una de las primeras mujeres en unirse a las milicias en defensa de Madrid tras el estallido de la Guerra Civil, alistándose con 17 años el 17 de julio de 1936. Otra mujer española que combatió en el frente fue Teófila Madroñal. Se alistó en el Batallón de Leningrado durante los primeros días de la guerra, hizo instrucción con armas y luego fue destinada a la carretera de Extremadura durante el asedio de Madrid.
Cuando estalló la guerra, el JSU asignó inicialmente a Margarita Ribalta a un puesto en su sede. Descontenta por no estar más en la acción, unos días después se inscribió en una columna del Partido Comunista de España y fue destinada al frente, donde se ofreció como voluntaria para formar parte de un grupo avanzado que intentaba tomar una colina. Encabezó a su grupo, corriendo entre dos posiciones nacionales mientras llevaba una ametralladora. Un avión de apoyo republicano confundió a su grupo con los nacionales, bombardeándolos e hiriendo a Ribalta.
Nacida en Argentina, Mika Etchebéhère estuvo destinada en una milicia del POUM durante la Guerra Civil. Etchebéhère, declarada trotskista, viajó a Madrid desde París unos días antes del estallido de la guerra, alistándose inmediatamente y luego destinada como integrante de la Columna Hipólito Etchebéhère al frente cerca de Madrid.

#### Agosto de 1936

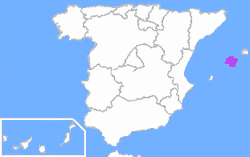
Ubicación de Mallorca, donde el POUM tenía una columna con milicianas.

Las mujeres estaban en la retaguardia en agosto de 1936, apoyando la defensa de Barcelona.

##### Desembarco de Mallorca
En la campaña de Mallorca, el POUM tenía una columna que contaba con milicianas. Trinidad Revoltó Cervelló se unió a las Milicias Populares y fue a las Islas Baleares, donde nuevamente estuvo en primera línea en el desembarco de Mallorca. Los catalanes también enviaron 400 combatientes al frente de las Islas Baleares, 30 de ellos milicianas.
En Mallorca estuvo el Batallón Rosa Luxemburgo, que participó en el frente de defensa de la ciudad. Las mujeres de los batallones de retaguardia se reunían a diario para ejercitarse con armas, marchar y hacer instrucción. Muchas también recibieron instrucción especializada en el manejo de ametralladoras.

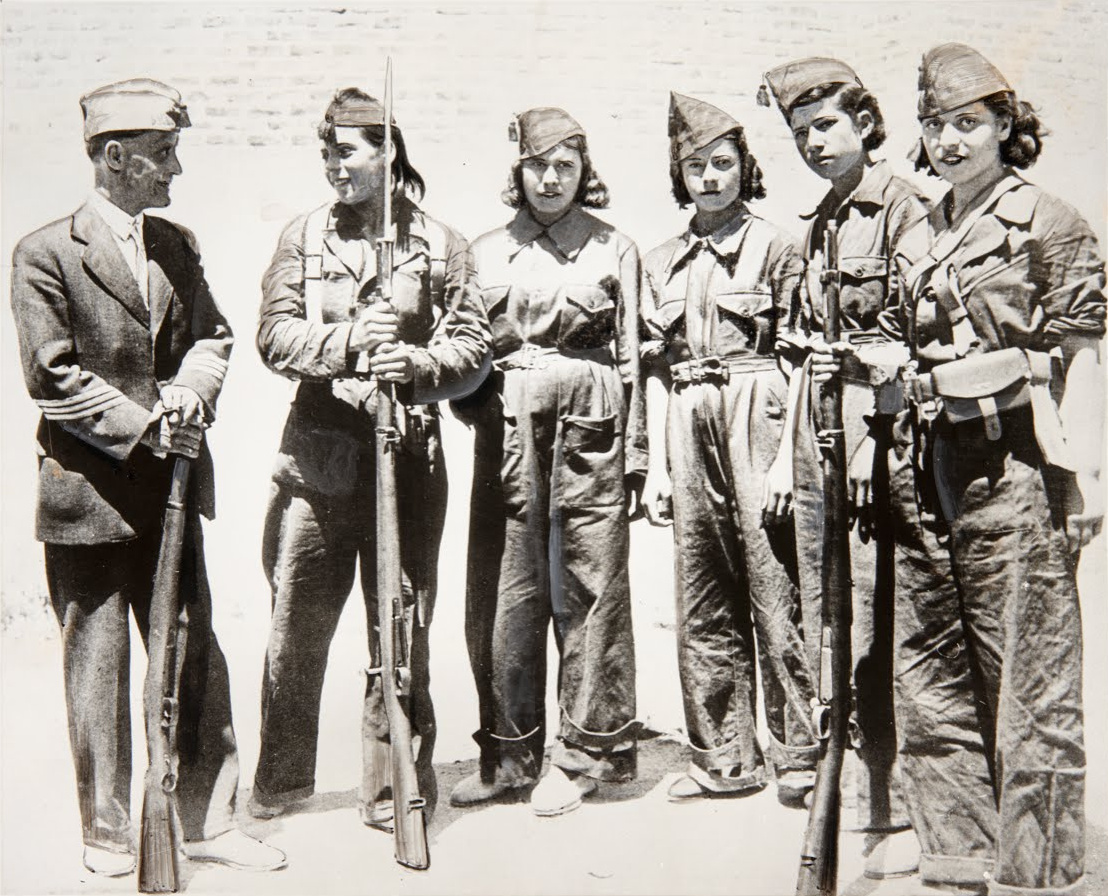
Milicianas en 1936.

##### Sitio de Oviedo
María Elisa García luchó con el batallón en el frente de Lugones, y más tarde en las montañas vascas.

##### Frente de Aragón
Felicia Browne, artista inglesa y comunista, estuvo en las Brigadas Internacionales y murió en el frente de Aragón el 25 de agosto de 1936. Fue la primera persona británica voluntaria en morir en combate en la guerra. Murió cuando tomaba parte en una incursión que tenía como objetivo un tren lleno de municiones. El grupo fue emboscado y tuvieron algunos heridos. Browne estaba intentando ayudar a un compañero italiano herido cuando le dispararon en la cabeza. Su cuerpo tuvo que ser abandonado y no se pudo recuperar por falta de seguridad.
Clara Thalmann, de la Columna Durruti, estuvo en el frente de Aragón, a donde marchó desde Barcelona tras su alistamiento.
La unidad de Concha Pérez Collado permaneció en Azaila hasta que se movilizaron para el ataque a Batalla_de_Belchite_(1937)|Belchite]] el 24 de agosto de 1936. Permaneció en el frente de Aragón durante otros cuatro meses, hasta que partió hacia Huesca.
Junto con su novio Juan López Carvajal, Pepita Laguarda Batet se alistó en la Columna Ascaso desde donde fueron destinados al frente de Aragón poco después. Al llegar el 19 de agosto de 1936 como integrante del Grupo 45, quinta centuria de la Columna Ascaso, la pareja siempre se mantuvo en primera línea. Le dijo a su novio poco después de alistarse: "En Pedralbes, en el cuartel Miguel Bakunin, se está formando una columna para ir al frente de Aragón, y me he apuntado como voluntaria". Juan respondió: "Si vas allí, me voy contigo".

#### Septiembre de 1936

##### Frente de Aragón
En las afueras de Huesca, Pepita Laguarda Batet participó en los combates durante varias horas por la mañana temprano del 1 de septiembre. Alrededor de las 5:00 a. m., recibió una herida importante que acabaría con su vida varias horas después a las 9:30 a. m. Después de ser herida, fue trasladada rápidamente al hospital de Vicién antes de ser trasladada nuevamente a un hospital en Grañén.

##### Frente de la Sierra
En septiembre de 1936, el Batallón Largo Caballero, que contaba con unas diez mujeres, luchó en el frente de la Sierra. Entre los combatientes estaba Josefina Vara.

##### Frente de Madrid
En septiembre, Mika Etchebéhère había ascendido a comandante después de la muerte de su propio comandante en batalla.

#### Octubre de 1936

##### Frente de Zaragoza
Había muchas mujeres destinadas al Grupo Internacional de la Columna Durruti. Metidos en combate en octubre de 1936 en Perdiguera, un grupo de estas mujeres murió. Entre las fallecidas estaban Suzanna Girbe, Augusta Marx, Juliette Baudard, Eugénie Casteu y Georgette Kokoczinski. Al mes siguiente, Suzanna Hans del mismo grupo murió en la batalla de Farlete.

##### Asedio de Sigüenza
Milicianas y civiles formaron parte de un grupo que quedó atrapado durante cuatro días en la Catedral de Sigüenza tras un asedio nacional en octubre de 1936. Después de quedarse sin comida y municiones, los muros de la catedral comenzaron a ceder ante el incesante bombardeo, y muchas del grupo decidieron huir por la noche. La capitana del POUM Mika Feldman de Etchebéhère estaba allí. Ella fue una de las del alrededor de un tercio que huyeron y sobrevivieron. Su valentía durante el Asedio de Sigüenza le valió un ascenso a capitán de la Segunda Compañía del Batallón Lenin del POUM. Después de recuperarse del asedio en Barcelona, fue enviada a La Moncloa, donde estuvo a cargo de una brigada especial de tropas de choque.

#### Noviembre de 1936

##### Batalla de Madrid
Mientras que la mayoría de los batallones eran mixtos, el Batallón de Mujeres organizado por el PCE y que combatió en el frente de Madrid era solo de mujeres. El batallón se llamaba Batallón Femenino del Quinto Regimiento de Milicias Populares. Algunas mujeres que ya trabajaban de enfermeras como parte del Quinto Regimiento regresaron del frente específicamente para unirse al único batallón de mujeres. Las milicianas del batallón a veces marchaban por la Gran Vía de Madrid en grupos de dos o tres, ya que los bombardeos en la calle eran demasiado intensos como para marchar en formación.
Las comunistas llegaron a ser responsables de primer nivel. Aurora Arnáiz, de 22 años, comandó una columna de la JSU durante el asedio de Madrid. Julia Manzanal se convirtió en comisaria política del Batallón Municipal de Madrid cuando solo tenía 17 años. A partir de ahí, se armó con un rifle y una pistola, peleó en el frente, trabajó como guardia y participó en el espionaje a pesar de haberse alistado inicialmente con el papel de educar a sus camaradas en ideología comunista.
En este momento, la Unión de Muchachas era un batallón de mujeres de la retaguardia organizada comunista en Madrid que luchó en el frente a partir del 8 de noviembre de 1936. Posicionado en el puente de Segovia y cerca de Getafe en el frente de Carabanchel, y representando el grueso de las fuerzas republicanas en esas posiciones, las combatientes de la Unión de Muchachas fueron de las últimas en retirarse.
Teófila Madroñal fue destinada a la carretera de Extremadura durante el asedio de Madrid.

#### Diciembre de 1936

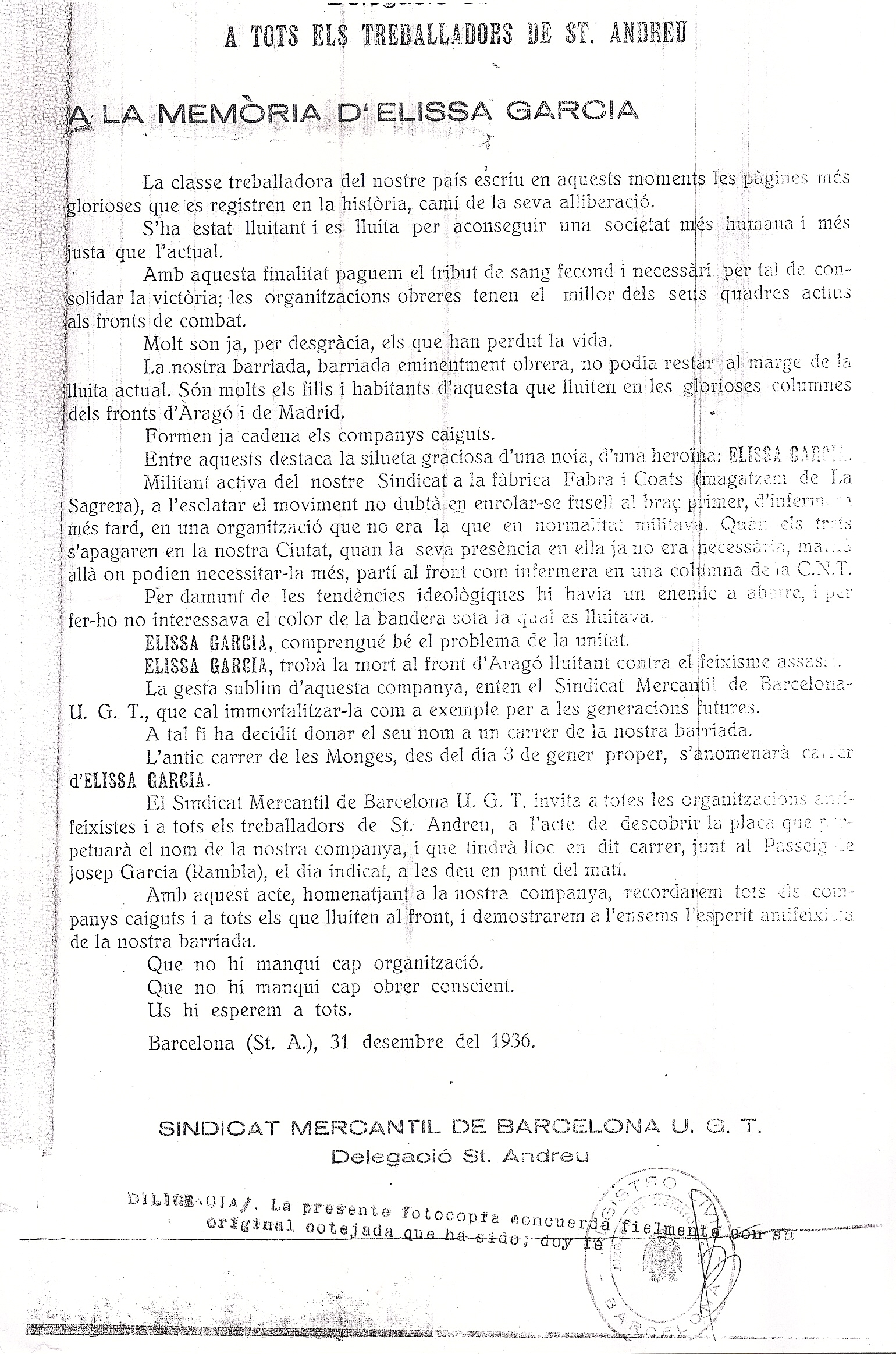
Nota en recuerdo de Elisa García Sáez, publicada por la UGT en diciembre de 1936 tras su muerte en combate.

Durante el invierno de 1936, el Gobierno republicano intentó convertir formalmente a las milicias en unidades de sus fuerzas armadas. Hasta ese momento, las mujeres se habían unido a las milicias afiliadas a varios partidos políticos y sindicatos.

##### Sector de Tardienta
A partir de diciembre, Concha Pérez Collado formó parte de un grupo de milicianas que lucharon en el sector de Tardienta. Las mujeres finalmente fueron retiradas del frente a finales de año.

#### Enero de 1937

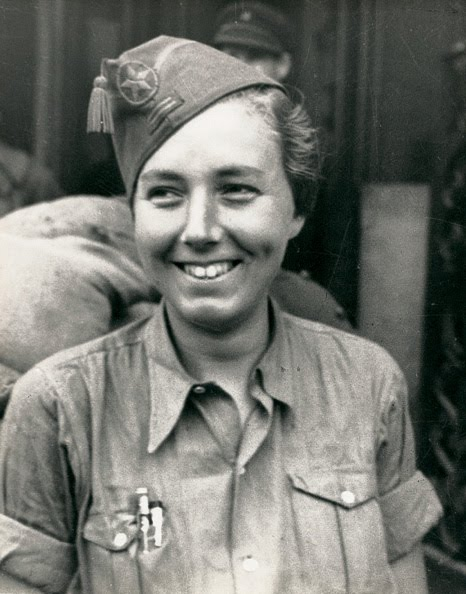
Fanny Schoonheyt en Barcelona en mayo de 1937.

##### Batalla del Jarama
.
En enero de 1937, en la batalla del Jarama, las fuerzas republicanas estaban a punto de retirarse hasta que tres milicianas españolas dieron ejemplo a los hombres con los que combatían para resistir. Las mujeres, que manejaban un puesto de ametralladoras, se negaron a retirarse.

#### Marzo de 1937

##### Frente de Madrid
Salaria Kea, la única mujer afroamericana que se alistó en las Brigadas Internacionales, se unió al Batallón Abraham Lincoln en 1937. Como enfermera de la American Medical Bureau, fue destinada a lo largo del frente de Madrid en marzo. donde fue capturada por el ejército nacional español. Kea logró escapar seis semanas después con la ayuda de los soldados de la Brigada Internacional.
A las milicianas del POUM durante el asedio de Madrid, la columna comunista organizada La Pasionaria les había prohibido coger las armas. Sin embargo, se les pidió que cocinaran y lavaran la ropa para los hombres que combatían en el frente de Madrid.

#### Mayo de 1937

##### Frente de Vizcaya
María Elisa García murió en combate en las montañas de Múgica el 9 de mayo de 1937.

##### Frente de Barcelona
Concha Pérez Collado sufrió una emboscada en Barcelona y fue herida mientras patrullaba por el área cerca de la Plaza de Cataluña. El fragmento de metal que alcanzó su pierna permanecería en su cuerpo durante varios años.

##### Jornadas de Mayo
Clara Thalmann participó en la confrontación de las Jornadas de Mayo de 1937 de Barcelona, combatiendo con los Amigos de Durruti, junto a Paul Thalmann, su futuro esposo. Mientras estaba en Barcelona conoció a George Orwell en las barricadas. Se produjo una ofensiva tras el suceso, y Thalmann y su futuro esposo pasaron a la clandestinidad, pero luego fueron capturados por el Servicio de Información Militar (SIM) al intentar huir en barco desde Barcelona. Después de varios meses en prisión, la pareja regresó a Suiza. Otra mujer que era enfermera del POUM fue Teresa Rebull. Su participación la hizo objeto de represión, que fue una de las razones por la que posteriormente huyó de España. Lois Orr también participó en las Jornadas de Mayo de Barcelona.

#### Junio de 1937

##### Ofensiva de Huesca
Las mujeres continuaron muriendo en el frente de combate. Margaret Zimbal recibió un disparo de un francotirador en Huesca mientras atendía a un compañero herido.

##### Ruptura de filas tras las Jornadas de Mayo
Las Jornadas de Mayo tuvieron como consecuencia que una serie de milicianas de Barcelona intentaran abandonar la ciudad en junio y en los meses posteriores después de que algunas fueron liberadas de la prisión.
Andrés Nin y la ejecutiva del POUM fueron arrestados el 16 de junio de 1937 como una de las consecuencias de las Jornadas de Mayo. Al día siguiente, Lois Orr y el grupo con el que estaba fueron arrestados. Con la ayuda del cónsul de los Estados Unidos Mahlon Perkins, su grupo fue liberado el 1 de julio. Abandonó la ciudad dos días después a bordo de un barco con destino a Francia.

#### Septiembre de 1937

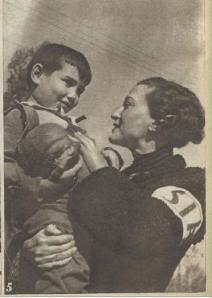
Solidaridad Internacional Antifascista (SIA) se fundó en España en junio de 1937 por la CNT junto a otras organizaciones libertarias, la FAI y la FIJL.

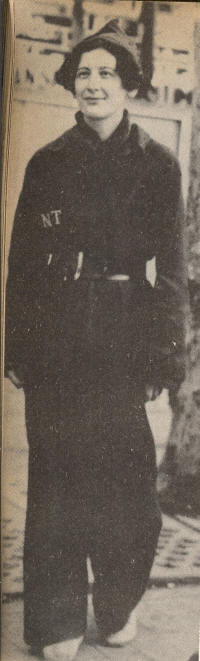
La miliciana francesa Simone Weil durante la guerra civil española.

##### Ataques del Ejército Republicano de Peñarroya y Córdoba
Los observadores extranjeros que cubrían la guerra escribieron con frecuencia sobre la valentía de las mujeres en el frente, llegando a decir que se tomaban el fuego enemigo mejor que muchos de los hombres con los que luchaban. Un ejemplo de esa valentía tuvo lugar en Cerro Muriano en septiembre de 1937, donde las fuerzas del ejército republicano de Jaén y Valencia huyeron del frente mientras la pequeña fuerza de milicias de Alcoy, en las que había dos mujeres, resistió un bombardeo nacional.

#### Octubre de 1937

##### Frente del Norte
Argentina García estuvo en el frente en octubre de 1937 en San Esteban de las Cruces. La valentía de los comunistas en la batalla fue reconocida con su ascenso a capitán en el Batallón Asturias.

#### Julio de 1938

##### Batalla del Ebro
Salaria Kea, que trabajaba como enfermera, fue al Batallón Abraham Lincoln durante la Ofensiva del Ebro.

### Desmovilización
Los historiadores se contradicen en sus versiones sobre cuándo se tomó la decisión de retirar a las mujeres del frente republicano. Unos fechan la decisión a finales de otoño de 1936 cuando el primer ministro Francisco Largo Caballero dio la orden. Otros, en marzo de 1937. Lo más probable es que varios dirigentes políticos y militares tomaran sus decisiones basándose en sus propias creencias que llevaron a que diferentes grupos de milicianas fueran retiradas gradualmente del frente. Pero independientemente de la fecha asignada, se estaba alentando a las mujeres a abandonar el frente en septiembre de 1936.

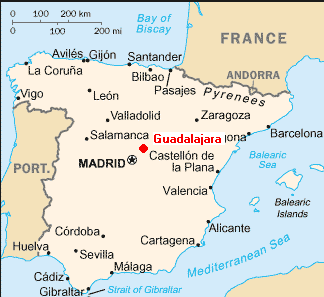
Ubicación de Guadalajara, donde se les dijo a las milicianas que abandonaran el frente en marzo de 1937.

A las mujeres se les dijo que abandonaran el frente de Guadalajara en marzo de 1937. Después de la batalla, muchas fueron subidas en automóviles y destinadas a posiciones de apoyo alejadas de las líneas. Algunas se negaron a irse, y su destino es incierto, aunque sus amigos sospecharon que la mayoría murió en combate. Entre las combatientes expulsadas estaba Leopoldine Kokes del Grupo Internacional de la Columna Durruti. Algunas mujeres desmovilizadas abandonaron el frente y se unieron a las columnas de mujeres en el frente interno, en defensa de ciudades como Madrid y Barcelona. Cuando Juan Negrín se convirtió en el jefe de las fuerzas armadas republicanas en mayo de 1937 se acabó la época de las mujeres combatientes, mientras continuaron los esfuerzos para regularizar las fuerzas republicanas del ejército. Negrín también envió un mensaje al extranjero para que se siguiera reclutando a hombres, pero que las organizaciones dejaran de enviar mujeres para combatir.
Las feministas del PSUC y del POUM respondieron cambiando sus mensajes, ya fuera sugiriendo que las mujeres deberían estar en la retaguardia o que las mujeres tenían un papel diferente del de los hombres en tiempos de guerra.
La decisión de eliminar a las milicianas del frente fue tomada principalmente por los dirigentes republicanos liberales. Las mujeres que estaban en el frente no estaban de acuerdo. Vieron su eliminación como un paso atrás, un regreso a los papeles tradicionales anteriores a la Segunda República. Consideraron esta decisión como un síntoma más amplio de los problemas de las mujeres en la sociedad, y no quisieron volver a los papeles tradicionales que la guerra les había servido para abandonar. Ni las milicianas, ni los hombres con los que combatieron, ni otros elementos republicanos protestaron por su retirada. La falta de apoyo de los camaradas hombres fue particularmente molesta para algunas mujeres, ya que les pareció que nunca se habían molestado en tratar de entender su difícil situación. En consecuencia, las milicianas se desvanecieron silenciosamente sin protestas ni reconocimiento públicos.
La retirada de las mujeres del frente fue una continuación de la política de la Segunda República diseñada para atraer a los elementos conservadores, que querían que la República no desafiara tan abiertamente las creencias tradicionales españolas sobre temas como el papel de la mujer. Retirar a las mujeres del frente fue solo parte de una decisión republicana más amplia que se tomó posteriormente para reducir derechos a las mujeres y apaciguar a los conservadores y que en un primer momento había servido en realidad para alentar a las fuerzas e ideas nacionales, con razones como que las mujeres no sabían manejar las armas y que transmitían enfermedades venéreas.

### Tratamiento en los medios

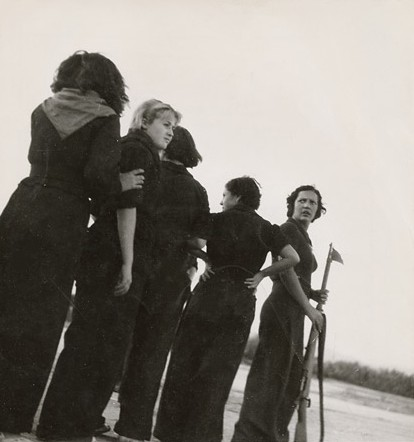
Milicianas republicanas haciendo instrucción durante la guerra civil española.

La propaganda republicana sobre las mujeres se clasificó en varias categorías, desde símbolos de la lucha hasta mujeres protectoras como enfermeras, víctimas, representantes de la República, protectoras de la retaguardia española, portadoras de enfermedades venéreas y combatientes.
Durante la guerra civil española, la miliciana constituyó una figura importante para las fuerzas republicanas en el período comprendido entre julio y diciembre de 1936.
Tanto los medios extranjeros como nacionales mostraron imágenes de estas luchadoras en el frente de España en las que aparecían rompiendo los moldes establecidos. Inicialmente plantearon problemas para algunos en España, ya que el país tenía ideas muy tradicionales sobre los roles de género. Si bien los republicanos las aceptaron mejor, esto comenzó a cambiar una vez más en diciembre de 1936 cuando el Gobierno de la Segunda República comenzó a usar el lema "Hombres al frente, mujeres a la retaguardia". Para marzo de 1937, esta actitud se había extendido a las líneas del frente, donde las milicianas, en contra de su opinión, fueron retiradas o destinadas a cometidos secundarios.
Las fuerzas republicanas utilizaron la presencia de milicianas como aventureras y a veces frívolas en su propia propaganda. La propaganda nacional, en cambio, a menudo representaba a la miliciana como una prostituta. Hasta cierto punto, la imagen en la propaganda republicana era con la que muchas milicianas se identificaban y se sentían cómplices, ya que habían absorbido las normas culturales de género en su juventud y que continuaban perpetuando. Al mismo tiempo, a menudo creaban y contaban historias que subrayaban su castidad durante la Guerra Civil. Cuando las entrevistaba la prensa, muchas mujeres se sintieron ofendidas por las preguntas sobre su vida privada. Rosario Sánchez Mora, La Dinamitera, reaccionó con ira cuando la entrevistaron, diciendo que las compararan con prostitutas la ofendían, ya que las milicianas estaban dispuestas a morir por sus ideales y por quienes compartían su ideología de izquierdas. Los medios republicanos independientes representaban con frecuencia a las milicianas no en combate, sino en tareas de apoyo. Muchas combatientes fueron fotografiadas amamantando heridos en sus batallones, o cocinando y limpiando para ellos.
A diferencia de la miliciana republicana, la propaganda nacional impulsó la imagen de la mujer castiza. Era modesta, pura, asexual, sacrificada y tradicional, apoyaba a la familia española a través del trabajo en casa. Era la antítesis de la miliciana republicana en el sentido de que estaba lejos del frente y nunca pelearía.
Las milicianas en el frente a menudo escribieron sobre sus experiencias para que se publicaran en los medios apoyados por el partido. Uno de los temas principales en los que se centraron fue con frecuencia la desigualdad en el frente, y que se esperaba de ellas que, además de combatir, también atendieran a los heridos, cocinaran y limpiaran, mientras que a los hombres se les dejaba descansar.
Tras su retirada del frente, las milicianas y las mujeres en general dejaron de aparecer en la propaganda republicana. Visualmente desaparecieron para volver a sus vidas de antes de la guerra, donde su papel principal estaba en casa. Las columnas comunistas y anarquistas atrajeron a la mayoría de las mujeres de todos los grupos políticos del frente republicano. Las historias sobre las militantes del POUM se hicieron más conocidas, ya que tenían más posibilidades de publicar sus recuerdos o tenían mejores contactos con los medios internacionales.
Al final, las milicianas que aparecen en la propaganda publicada por ambas partes durante la Guerra Civil sirvieron frecuentemente como símbolo de un ideal cultural de género. Sus representaciones estaban destinadas a menudo para la mirada masculina de ambos lados de la guerra de propaganda. La forma en que a menudo se las dibujaba como seres altamente sexualizados facilitaba que desde ambos lados las señalaran como prostitutas.

## La España franquista (1939 - 1975)
El final de la Guerra Civil y la victoria de la España franquista constató el regreso de los papeles de género tradicionales en España, entre ellos el rechazo de las mujeres combatientes en el ejército. Después de la guerra, muchas milicianas tuvieron dificultades. Se llevó a cabo una guerra de propaganda entre la población general que ridiculizaba su participación en el conflicto. Al mismo tiempo, el nuevo gobierno las buscó para encarcelarlas o torturarlas. Muchas combatientes también eran analfabetas, y vieron que esto limitaba sus actividades posteriores. Esto se unió a las restricciones impuestas a algunas en el exilio en Francia que limitaron sus oportunidades. Las que permanecieron políticamente activas tuvieron que lidiar con el sexismo sin tapujos del Partido Comunista y en los círculos anarquistas.
Algunas veteranas de guerra nunca se rindieron. En cambio, continuaron la violencia activa contra el Estado desde células comunistas y anarquistas, utilizando el terrorismo como táctica, poniendo bombas en puestos de la Guardia Civil, robando bancos y atacando sedes de Falange. Entre las mujeres de la resistencia se encuentran Victoria Pujolar, Adelaida Abarca y Angelita Ramis. Estas mujeres, y otras como ellas, sirvieron de intermediarias entre los dirigentes exiliados en Francia y los que quedaron en España. Trabajaron con los jefes del Partido Comunista para planear atentados.

## Ignoradas y olvidadas

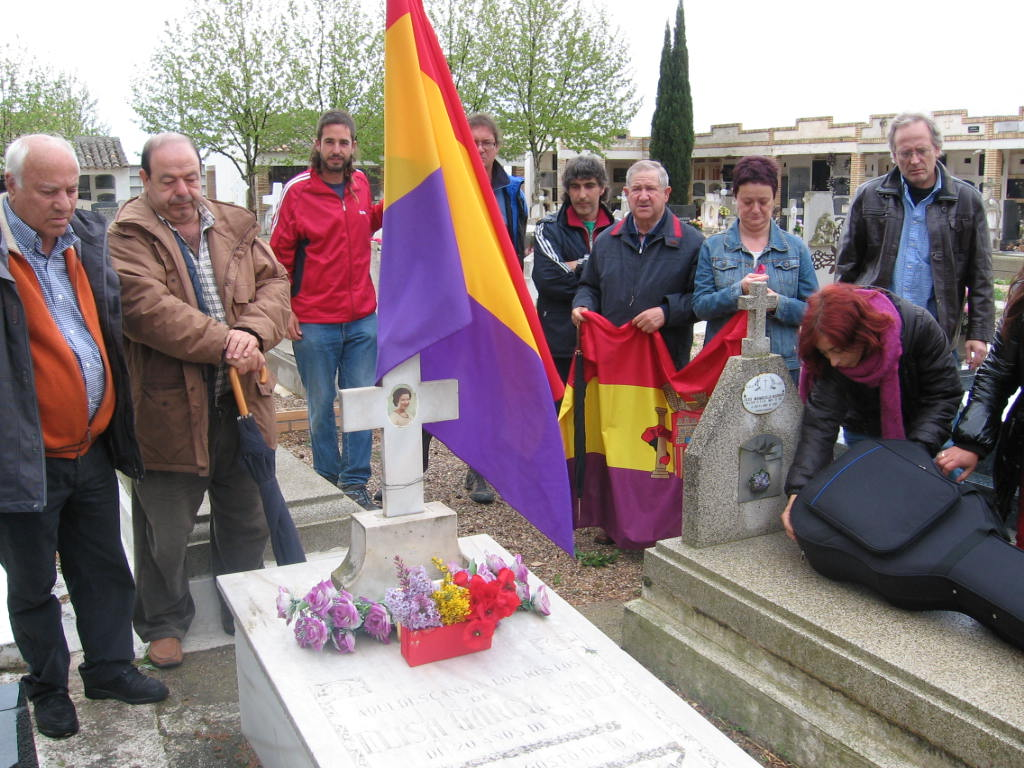
Homenaje el 14 de abril de 2012 en honor de la miliciana aragonesa Elisa García Sáez.

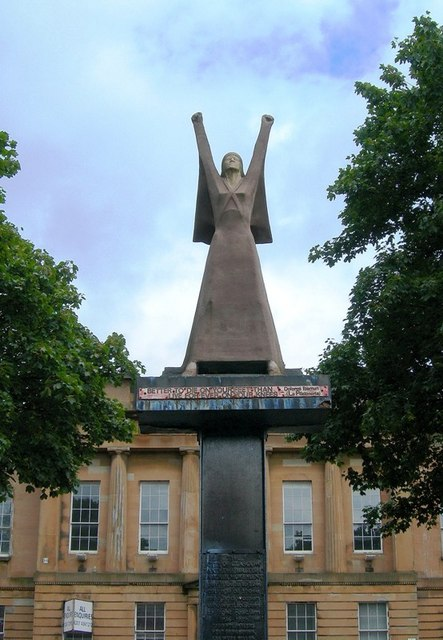
Monumento sindicalista en Glasgow con la cita de Dolores Ibárruri "It is better to die on your feet than live on your knees. They shall not pass!" (Es mejor morir de pie que vivir de rodillas. ¡No pasarán!)

Las valiosas contribuciones de las mujeres españolas que lucharon a favor de la República han sido poco conocidas, y las propias historias de las mujeres han sido ignoradas con frecuencia. Una de las principales razones fue el sexismo que existía en ese momento: las mujeres y sus problemas simplemente no se consideraban importantes, especialmente por los vencedores franquistas. Cuando se discutió la participación de las mujeres en la Guerra Civil, se consideró como un montón de historias no relacionadas con la narrativa general de la guerra. Al mismo tiempo, al ganar la guerra las fuerzas nacionales, fueron ellos los que escribieron la historia. Como representaban un retorno a las normas de género tradicionales, tenían aún menos razones que las fuerzas republicanas para discutir la importancia de la participación de las mujeres del bando perdedor de la guerra.
La propaganda franquista se enfocó con resolución en las milicianas, ridiculizando su participación en la guerra. Muchas milicianas fueron encarceladas o torturadas, incluso décadas después de que terminara la guerra. Como resultado, muchas de las mujeres que lucharon durante la guerra se vieron obligadas a permanecer en silencio. La primera vez que se discutió abiertamente sobre las milicianas en España fue en 1989 en una conferencia en Salamanca sobre la Guerra Civil.
Otra razón por la que se ha ignorado el papel de las mujeres españolas en el bando republicano en la Guerra Civil es la falta de fuentes primarias. Esto ocurrió como consecuencia de la huida de las fuerzas gubernamentales que destruyeron documentos o de las propias mujeres que los destruían como forma de protesta. Ocultar su propia participación en la guerra en muchos casos les ayudó a salvar sus propias vidas. En otros casos, las mismas batallas fueron la causa de la destrucción de documentos valiosos que trataban sobre la participación de las mujeres en el frente.